# Serenella
Serenella is een geslacht van kreeftachtigen uit de klasse van de Malacostraca (hogere kreeftachtigen).

## Soort
- Serenella leachii (Audouin, 1826)